# Al-Kharitiyath SC
Der al-Kharitiyath SC (arabisch نادي الخريطيات الرياضي, DMG Nādī l-Ḫuraitiyyāt ar-riyāḍī) ist ein Sportverein aus al-Kharitiyath in Katar. Die Herren-Fußballmannschaft spielt in der höchsten Liga des Landes, der Qatar Stars League. Ihre Heimspiele trägt die Mannschaft im Ahmed-bin-Ali-Stadion aus. Gegründet wurde der Verein 1996 als al Hilal SC, den jetzigen Namen trägt der Verein seit 2004. Im Jahr 2004 stieg der Verein das erste Mal in die höchste Spielklasse auf, jedoch stieg er in derselben Saison wieder ab. Erst in der Saison 2007/08 gelang der Wiederaufstieg in die erste Liga. Ebenso wie nach dem ersten Aufstieg wurde al-Kharitiyath Letzter der Liga und war erneut sportlicher Absteiger. Da jedoch die Liga ab der Saison 2009/10 auf zwölf Vereine aufgestockt wird, durfte der Club in der ersten Liga verbleiben.

## Platzierungen
| Saison   | 2009 | 2010 | 2011 | 2012 | 2013 | 2014 | 2015 | 2016 | 2017 | 2018 | 2019 | 2020 | 2021 | 2022 |
| -------- | ---- | ---- | ---- | ---- | ---- | ---- | ---- | ---- | ---- | ---- | ---- | ---- | ---- | ---- |
| Liga     | 1    | 1    | 1    | 1    | 1    | 1    | 1    | 1    | 1    | 1    | 1    | 2    | 1    | 2    |
| Position | 10   | 6    | 8    | 8    | 10   | 12   | 9    | 12   | 7    | 11   | 12 ▼ | 1 ▲  | 12 ▼ | 2    |

## Vereinserfolge

### National
- 2. Katarische Liga

Meister und Aufsteiger 2004, 2020

## Trainer
- Bertrand Marchand (2013)